# Veronica persica
Espèce
Classification phylogénétique
La Véronique de Perse, ou Véronique commune (Veronica persica Poir.) est peut-être la plus répandue de toutes les véroniques (genre Veronica). C'est une plante annuelle adventice à petites fleurs bleues poussant abondamment dans les jardins.
Elle porte également comme noms vernaculaires : boyau-de-chat, plante-à-thé, etc.

## Taxonomie
La classification classique place les véroniques dans l'ordre des Scrophulariales et dans la famille des Scrophulariacées ; la classification APG II les situe dans l'ordre des Lamiales et dans la famille des Plantaginacées.
Certains ouvrages donnent Poiret comme nom vernaculaire synonyme à Véronique de Perse, ce qui peut être considéré comme erroné. Poiret (Jean Louis Marie Poiret) est le descripteur de la plante et non un nom de la plante.

## Synonymes
- Veronica byzantina Mazziari
- Veronica hospita Mert. & W.D.J. Koch
- Veronica diffusa Raf.
- Veronica byzantina (Sm.) Britton, Sterns & Poggenb.
- Veronica buxbaumii var. kochiana Godr.
- Veronica buxbaumii Ten.
- Veronica areolata Colenso
- Cochlidiosperma buxbaumii Opiz
- Pocilla persica (Poir.) Fourr.
- Cardia filiformis Dulac

## Écologie et habitat
Plante annuelle originaire du Sud-Ouest de l'Asie, naturalisée dans toute l'Europe (à l'exception des régions boréales) au moins depuis le XIXe siècle, pouvant devenir envahissante lorsqu'elle est introduite. Indifférente à la nature du sol, pourvu qu'il soit ou ait été cultivé, elle pousse surtout dans les jardins et les diverses cultures, où elle forme parfois des colonies assez importantes. C'est typiquement une annuelle commensale des cultures basophiles.
Floraison surtout printanière (dès le mois de février), plus rarement en été et en automne.
Type biologique : thérophyte estivale.
Veronica chamaedrys et  Veronica hederifolia ont le même type d'écologie et d'habitat.

## Description

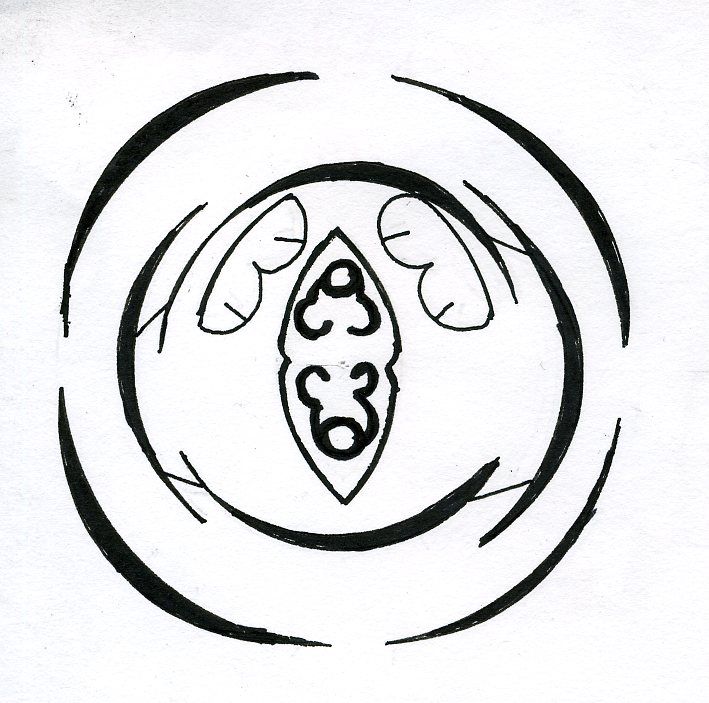
Diagramme floral de Veronica persica.

### Morphologie générale et végétative
Plante herbacée de 10–40 cm, généralement rampante, à tige couchée-diffuse ou ascendante, non radicante, velue pubescente et assez grêle, plus ou moins ramifiée, souvent rougeâtre. Feuilles simples à forme orbiculaire (ovale, obovale, voire elliptique), assez larges et dentées (5 à 7 sur les premières feuilles, passant à 9 sur les suivantes), à poils épars, à nervation pennée réticulée. Les feuilles inférieures sont à court pétiole, opposées, les supérieures alternes subsessiles.
Le système racinaire se compose d'une masse de fines racines fibreuses.

### Morphologie florale
Fleurs hermaphrodites espacées de 8 à 15 mm, solitaires à l'aisselle des feuilles (parfois en grappe pauciflore), à l'extrémité de pédoncules axillaires filiformes, ces pédicelles étant un à trois plus longs que les feuilles, à la fin arqués-réfléchis. Calice à quatre sépales ovales ou lancéolés. Corolle gamopétale à quatre pétales bleu clair striés, dépassant le calice à 4 lobes divariqués deux à deux, lancéolés, à peine ciliés. Le pétale inférieur est plus étroit et plus pâle que les autres (souvent blanchâtre), le pétale supérieur, au contraire, est légèrement plus large. Deux étamines. Ovaire à deux carpelles. Style de 1,5 à 3 mm, filiforme persistant sur le fruit, rose, aussi long ou plus long que les étamines. Pollinisation : entomogame ou autogame.

### Fruit et graines
Le fruit est une capsule nervée-réticulée, aplatie et pubescente, plus ou moins réniforme, large de 6-7 mm sur 4-5mm de haut, largement émarginée, à lobes comprimés et très divergents. Chaque lobe contient quatre à huit graines de couleur jaune, petites et rugueuses, aplaties et pubescentes, plus ou moins réniformes, dispersées par hydrochorie.

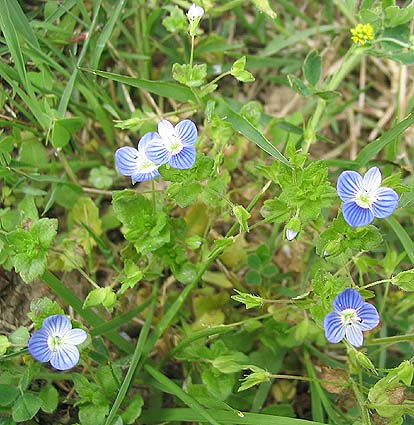
Fleurs
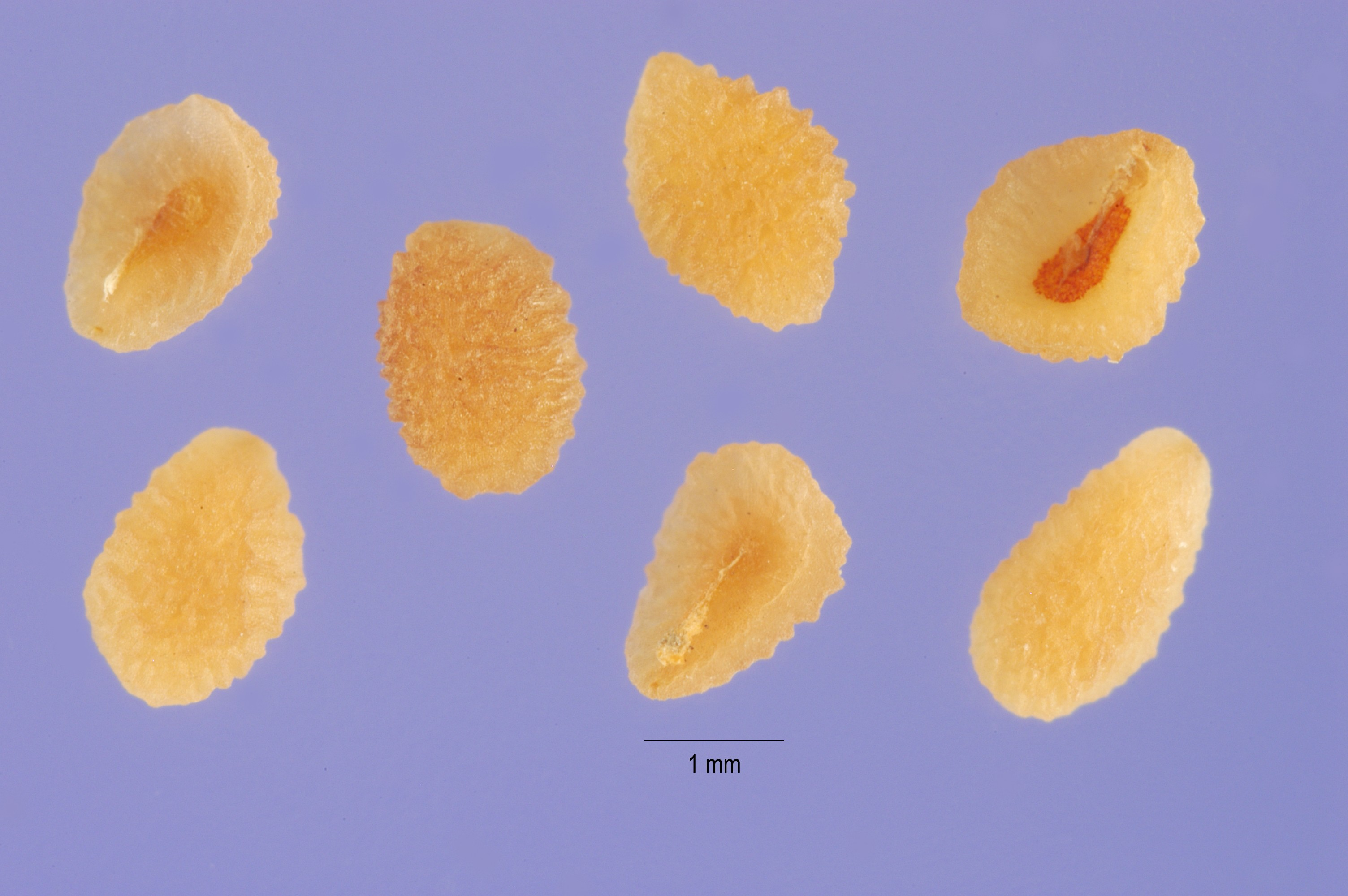
Graines
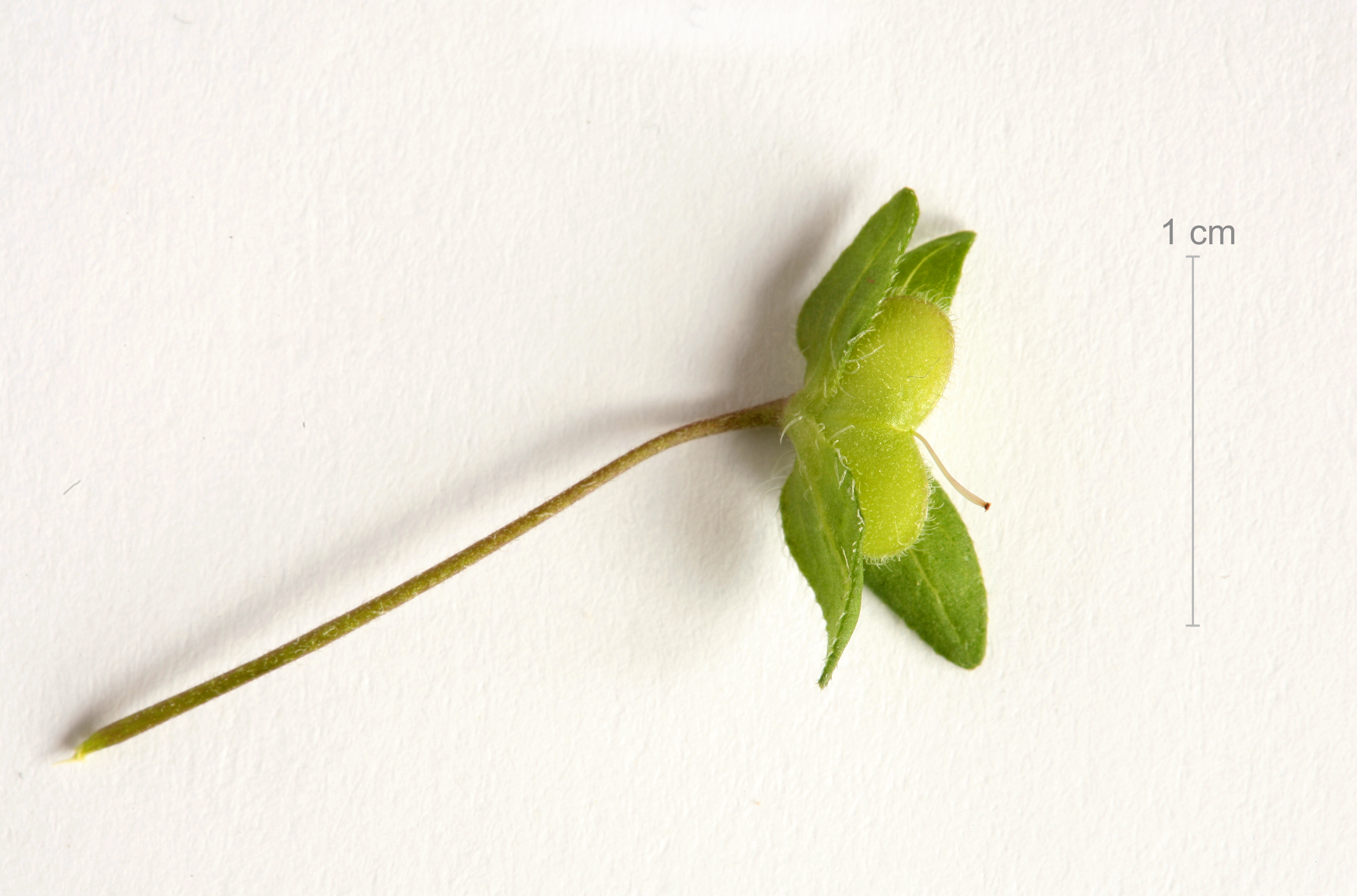
Fruit immature

### Pharmacopée
Cette étude montre l'activité inhibitrice sur les enzymes clés du diabète de type 2 et de l'hypertension, et capacité antioxydante des extraits riches en phénoliques de Veronica persica.